# Pierre Boulez
Pierre Boulez (phát âm tiếng Pháp: [pjɛʁ bu.lɛːz]; sinh ngày 26 tháng 3 năm 1925 tại Montbrison, Loire, miền trung nước Pháp và qua đời ngày 5 tháng 1 năm 2016 tại Baden-Baden, Đức) là nhà soạn nhạc, nhạc trưởng người Pháp. Ông là nhà soạn nhạc thuộc thời kỳ Hiện đại. 

## Cuộc đời và sự nghiệp
Pierre Boulez học nhạc tại Nhạc viện Paris vào năm 1942. Ông là học trò về môn sáng tác của Olivier Messiaen trong khoảng thời gian 1944 – 1945. Ngoài ra Boulez còn học phức điệu với Andrée Varaubourg-Honegger, vợ của nhà soạn nhạc nổi tiếng Arthur Honegger và học cả kỹ thuật 12 cung, một kỹ thuật âm nhạc phổ biến, đặc biệt là những năm đầu thế kỷ XX, với thầy René Leibowitz. Năm 1946, Pierre Boulez trở thành giám đốc âm nhạc và nhạc trưởng của Dàn nhạc thính phòng Barrault-Renaud thuộc Nhà hát Marigny, Paris. Thêm vào đó, nhà soạn nhạc người Pháp còn có các chuyến lưu diễn cùng dàn nhạc tại châu Mỹ và khắp châu Âu. Từ năm 1971, ông tiếp tục làm nhạc trưởng, nhưng là nhạc trưởng của Dàn nhạc thính phòng New York, Mỹ.

## Phong cách sáng tác
Pierre Boulez là một trong những người tiếp nối xứng đáng của những đàn anh đi trước của âm nhạc Pháp và là một trong những nhà soạn nhạc nổi bật trong thời đại của mình. Trong các sáng tác của mình, Boulez sử dụng những thủ pháp của loại nhạc cụ thể, loại nhạc seriel-pointilisme và nhạc điện tử, nhạc aléatoire, một trong những loại nhạc mới, xuất hiện vào thế kỷ XX.

## Các tác phẩm
Pierre Boulez đã sáng tác những bản cantata Mặt trời của nước cho giọng nữ cao, hợp xướng nam và dàn nhạc (1949), Khuôn mặt hôn nhân cho 2 solist, hơp xướng nữ và dàn nhạc; concerto giao hưởng cho piano và dàn nhạc (1950); bản Ngẫu hững trên chủ đề của một bài thơ của nhà thơ Stéphane Mallarmé cho giọng nữ cao, đàn hạc cầm, chuông, đàn vibraphone và bộ gõ (1957); ba bản sonata cho piano (1946, 1948, 1957).